# Erste Ladoga-Schlacht
Die Erste Ladoga-Schlacht (auch Sinjawinsker Operation, russisch Синявинская операция) war eine Offensive der Roten Armee im Zweiten Weltkrieg, die vom 19. August bis zum 10. Oktober 1942 dauerte.

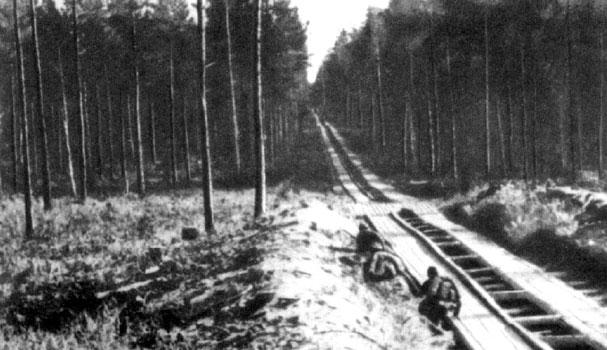
Ein Knüppeldamm als Fahrweg durch die sumpfige Waldlandschaft im Bereich der Wolchow-Front

## Vorgeschichte
Nach dem Ende des deutschen Vormarsches Ende 1941 war es den sowjetischen Truppen in der Schlacht am Wolchow Anfang 1942 nicht gelungen, die Leningrader Blockade zu beenden.
Die Leningrader Front unter Leonid Goworow und die Wolchow-Front unter Kirill Merezkow sollten Leningrad entsetzen und das geplante deutsche Unternehmen Nordlicht verhindern. Die deutsche 18. Armee (Generaloberst Lindemann) wurde für die geplante Offensive durch Verbände der 11. Armee von der Krim und durch weitere Einheiten aus Westeuropa verstärkt. In ihren Memoiren waren sich Merezkow und Erich von Manstein, damaliger Befehlshaber der 11. Armee, einig, dass das Gelände für die angreifende Seite sehr schwierig ist.

## Verlauf

### Der sowjetische Angriff

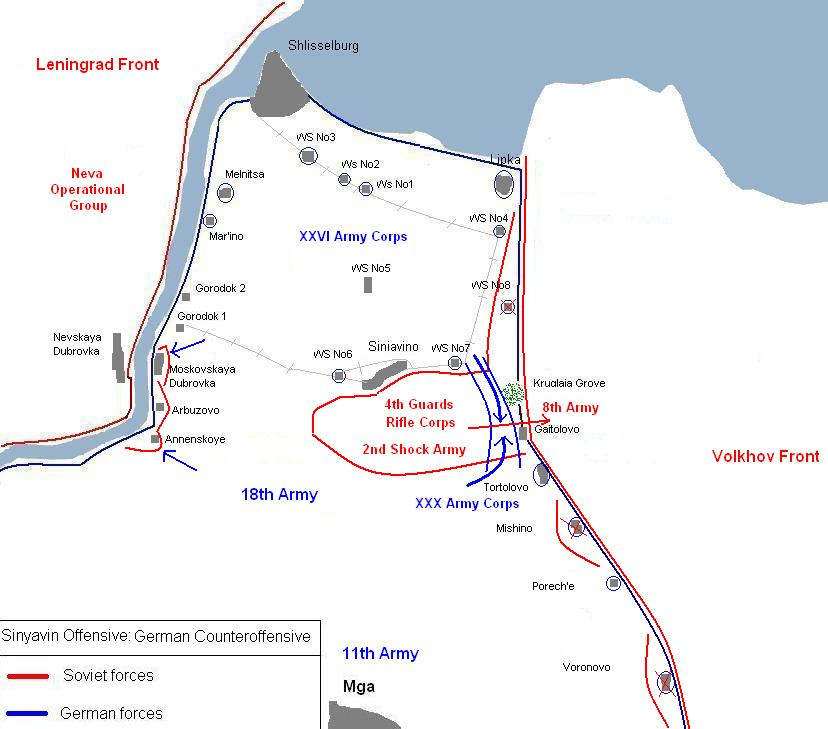
Einbruch der Roten Armee in die deutsche Belagerungsfront und Gegenangriffe der Wehrmacht in der Ersten Ladoga-Schlacht (Überblickskarte in Englisch)

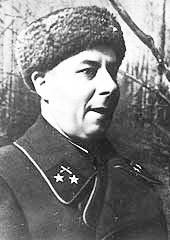
Generalleutnant Wladimir Petrowitsch Swiridow, Befehlshaber der sowjetischen 55. Armee

Am 19. August begann die erste Operation durch die 55. Armee (Generalleutnant Swiridow) der Leningrader Front. Teile der 268. Schützendivision und das separate 86. Panzerbataillon (21 Panzer) gingen mit starker Artillerie- und Fliegerunterstützung in die Offensive. Der Befehl lautete, den Durchbruch über Tosna zu erzwingen und die Siedlungen Iwanowo und Ust-Tosno sowie die dortige Eisenbahnbrücke zu erobern. 
Am 27. August griffen auch die Truppen der Wolchow-Front (General Merezkow) an, nachdem 1657 Geschütze den Artillerieschlag durchgeführt hatten. Die erste Staffel bestand aus den Einheiten der 8. Armee (General Starikow). Den Hauptstoß in Richtung Sinjawino führte das 6. Garde-Schützenkorps (Generalmajor S. T. Bijakow) mit vier Schützendivisionen, drei weitere Schützendivisionen deckten die Flanken der Angriffsgruppe. Die deutsche Verteidigung wurde durchbrochen, deutsche Gegenschläge wurden abgeschlagen und Sinjawino wurde erreicht. Die Front des deutschen XXVI. Armeekorps wurde an der Naht zwischen der 227. und 223. Infanterie-Division an der Linie Lipka – Tortolowo aufgerissen. Als zweite Staffel wurde das 4. Garde-Schützenkorps (Generalmajor N. A. Gagen) in Richtung Mga eingesetzt. Schließlich wurde die noch von der Wolchow-Schlacht dezimierte 2. Stoßarmee (General N. K. Klykow, später Romanowski) als dritte Staffel eingesetzt, um die die Linie Dubrowka – Krasny Bor zu erreichen und die Verbindung zu den Truppen der Leningrader Front herzustellen.
Der nächste Angriff der Leningrader Front (Generalleutnant Goworow) wurde am 9. September in Richtung Sinjawino begonnen. Teile der 86., 46. Schützen-Division mit Unterstützung der 11. Infanterie-Brigade überquerten den Fluss Newa und eroberten einen Brückenkopf, der gehalten werden konnte. Bereits am 12. September war diese Offensive vorerst gestoppt: die Verluste von Goworows Truppen in der ersten Angriffsphase beliefen sich auf 738 Tote und 2254 Verwundete.
Der zweite Versuch, den Durchbruch über die Newa zu erzwingen, wurde von der Leningrader Front Ende September unternommen, als die Truppen der Wolchow-Front bereits gestoppt waren. Die operative Gruppe Newa (Generalmajor Nikitin) führte einen weiteren Angriff in Richtung Sinjawino und erweiterte den Brückenkopf. Am 26. September konnten sowjetische Infanterieeinheiten mit Unterstützung durch wassergängige T-38 Panzer mehrere Brückenköpfe bei Dubrowka, Arbusowo und Annenskoje errichten. Das deutsche Kommando verstärkte die Verteidigung mit Teilen der 121. Infanterie- und der 5. Gebirgs-Division, die aus dem Bereich Sinjawino abgezogen wurden.

### Die deutsche Gegenoffensive
Das Oberkommando der Wehrmacht verlegte sechs Divisionen in den Abschnitt und konnte die sowjetischen Truppen stoppen. Die deutsche Gegenoffensive begann am 21. September: 
- im Norden mit dem XXVI. Armeekorps (General der Artillerie Wodrig) mit der 121. Infanterie-Division und der 5. Gebirgs-Division.
- im Westen mit der 28. Jäger-Division.
- Im Süden mit dem XXX. Armeekorps (General Fretter-Pico) mit der 24., 132. und 170. Infanterie-Division

Im Abschnitt der 170. Infanterie-Division (Generalleutnant Sander) wurden auch einige neue Tiger-Panzer eingesetzt, die sich wegen technischer Mängel nicht bewährten. Bis zum 24. September gelang es den deutschen Truppen die bereits abgekämpften sowjetischen Einheiten in einem kleinen Kessel am westlichen Ufer der Tschernaja zusammenzudrängen. Die Reste von 8 sowjetischen Divisionen und 6 Schützen-Brigaden waren eingeschlossen, nur im Osten über Gaitolowo wurde ein Korridor gehalten. Weil die an diesen Kämpfen beteiligten deutschen Einheiten nicht mehr vorankamen, musste zusätzlich die 3. Gebirgs-Division (General Kreysing) ab 28. September über Mga herangeführt werden. Am folgenden Tag erfolgte an der südlichen Kesselfront der direkte Hauptstoß gegen die Mitte des Kessels, wo die sowjetische 24. Garde-Division eingesetzt war. Gleichzeitig versuchten Teile der 12. Panzer-Division zusammen mit der 132. Infanterie-Division (Generalleutnant Lindemann) bei Tortolowo die Basis des sowjetischen Einbruchkeiles abzuschneiden. Die 73. Marine-Brigade, die bis Anfang Oktober einen schmalen Korridor bei Tortolowo offen hielt, verhinderte, dass die deutschen Keile sich sofort schließen konnten. Weil eine durchgehende Frontlinie noch nicht ausgebildet werden konnte, gelang es einem beträchtlichen Teil der 2. Stoß- und 8. Armee zwischen 29. und 30. September aus dem Kessel herauszukommen.
Die Wehrmacht konnte den Kessel bis 1. Oktober ausräumen. Sie machte 12.000 Gefangene und vernichtete bzw. erbeutete 300 Geschütze, 500 Mörser und 244 Panzer.
Die Wolchow-Front zog sich am 5. Oktober und die Leningrader zum 10. Oktober in ihre Ausgangsstellungen zurück.

## Verluste
Die deutsche Wehrmacht verzeichnete zwischen dem 28. August und dem 30. September nach eigenen Angaben 4.893 Gefallene (darunter 172 Offiziere) und 21.043 Verwundete. Nach sowjetischen Angaben belief sich die Zahl der deutschen Ausfälle insgesamt auf 60.000 Mann.
Andererseits bestätigen die Archivunterlagen des Militärarchivs in Freiburg, dass im Zeitraum vom 20. August bis 10. Oktober 1942 die deutsche 11. und 18. Armee insgesamt 41.164 Ausfälle hatten, darunter 7911 Gefallene, 31.713 Verwundete und 1540 Vermisste oder Gefangene.
Die Verluste waren auf sowjetischer Seite noch deutlich höher. Alle sowjetischen Kräfte (Wolchow-Front, Leningrader Front, Teile der Baltischen Flotte und Ladoga-Kriegsflottille) hatten zwischen 19. August 1941 und 10. Oktober 1942 insgesamt 113.674 Ausfälle, darunter 40.085 Gefallene, Vermisste und Gefangene.

## Folgen
Die Rote Armee konnte zwar die Belagerung Leningrads nicht sprengen, ihr Angriff durchkreuzte aber die deutschen Offensivpläne (Unternehmen Nordlicht) bei Leningrad. Anfang 1943 griffen sowjetische Truppen in der Zweiten Ladoga-Schlacht erneut den Belagerungsring an.